# The Ant Bully
The Ant Bully (Nederlandse titel: De mierenmepper) is een Amerikaanse computeranimatiefilm uit 2006, onder regie van John A. Davis. De film is gebaseerd op het gelijknamige kinderboek van John Nickle.
De muziek van John Debney hierin werd genomineerd voor een Annie Award. De stemmen in de film worden gedaan door Nicolas Cage, Julia Roberts, Meryl Streep, Allison Mack, Paul Giamatti en Ricardo Montalban (in zijn laatste filmrol).

## Verhaal
De film draait om Lucas Nickle, een speelse 10-jarige jongen die geregeld het slachtoffer wordt van een pestkop en diens bende. Zijn ouders zijn zich niet bewust van Lucas’ problemen. Lucas reageert zijn frustraties geregeld af op een mierenhoop in de tuin van zijn huis. Zo laat hij bijvoorbeeld met een tuinslang de mierenhoop onderlopen. De mieren in de mierenhoop zijn doodsbang voor Lucas, die zij zien als “de vernietiger”. Een van de mieren, een tovenaar genaamd Zoc, komt met het plan om Lucas met een toverdrank te verkleinen tot het formaat van een mier zodat hij terecht kan staan voor zijn daden.
Lucas’ ouders gaan op huwelijksreis, waardoor Lucas alleen blijft met zijn oudere zus en zijn door UFO’s geobsedeerde oma. Niet veel later wordt Lucas benaderd door een ongediertebestrijder genaamd Stan Beals, die hem overhaalt een contract te tekenen om alle insecten in Lucas’ tuin op te ruimten. Die nacht dringen Zoc en een groep mieren Lucas’ kamer binnen. Ze krimpen hem met Zoc’s toverdrank, en nemen hem mee naar de mierenhoop. Zoc staat erop dat de mieren Lucas executeren, maar de mierenkoningin heeft andere plannen; Lucas moet in de kolonie werken tot hij het leven van de mieren begrijpt en zelf als een mier kan worden gezien.
Lucas heeft grote moeite zich aan te passen. De enige mier die hem steunt is Kreela. Lucas wint het respect van de mieren wanneer hij een aanval van wespen afslaat met behulp van een stuk vuurwerk. Alleen Zoc blijft hem vrijwel de hele tijd wantrouwen. Pas na lang aarzelen is ook hij bereid Lucas beter te leren kennen.
Lucas realiseert zich zijn contract met Stan. Tijdens een bezoekje aan zijn huis om voedsel te verzamelen, probeert hij de telefoon te gebruiken om Stan te bellen en de afspraak af te zeggen. Hij krijgt echter steeds het verkeerde nummer aan de lijn. Derhalve arriveert Stan op de afgesproken dag om alle insecten uit te roeien. Lucas kan de mieren overtuigen hoe ze terug moeten vechten. Hij laat Zoc nog wat van het drankje maken waarmee hij Lucas liet krimpen. Ze slagen er niet in om Stan dit drankje toe te dienen via zijn oor, dus druppelt Lucas wat van het drankje op de angel van een wesp en laat die Stan steken. Stan krimpt, maar omdat hij het drankje niet op de goede manier kreeg toegediend wordt hij slechts het formaat van een peuter. De zwerm wespen zijn nu wel in staat hem te verjagen.
Daarmee heeft Lucas zijn titel als mier binnen de kolonie verdiend. De koningin geeft hem de naam Rokai, en het tegengif voor het krimpdrankje. Eenmaal weer normaal, overtuigt Lucas een groep andere kinderen om in opstand te komen tegen de pestkop. Samen slagen ze erin hem te verjagen.

## Rolverdeling
| Acteur           | Personage      |
| ---------------- | -------------- |
| Zach Tyler Eisen | Lucas Nickle   |
| Julia Roberts    | Hova           |
| Nicolas Cage     | Zoc            |
| Meryl Streep     | Koningin       |
| Paul Giamatti    | Stan Beals     |
| Regina King      | Kreela         |
| Bruce Campbell   | Fugax          |
| Lily Tomlin      | Mommo          |
| Larry Miller     | Fred Nickle    |
| Allison Mack     | Tiffany Nickle |

## Achtergrond

### Ontwikkeling
Producer Tom Hanks kwam op het idee voor de film nadat hij samen met zijn kind het boek van John Nickle had gelezen. Hij stuurde een kopie van het boek naar John Davis vanwege diens werk op het gebied van computeranimatiefilms, met name de film Jimmy Neutron: Wonderkind. Davis zag ook wel wat in een verfilming van het boek, hoewel hij eerst twijfelde aan het feit of nog een film over mieren wel aan zou slaan na onder andere Antz en Een luizenleven.
Het boek zelf was maar ongeveer 2000 woorden, maar Hanks was het met Davis eens dat het verhaal uitgebreid kon worden naar het formaat van een speelfilm. Samen gingen ze met het script naar Keith Alcorn's DNA Productions.
De film werd gemaakt op DNA Productions' 1400-CPU renderfarm. Veel van de gebruikte applicaties waren commercieel, waaronder Maya, Houdini, Massive en Pixar’s RenderMan.

### Filmmuziek
De muziek van de film werd gecomponeerd en opgenomen door John Debney. Er zijn geen gezongen nummers in de film.
De filmmuziek is ook uitgebracht op cd door Varese Sarabande.

### Ontvangst
The Ant Bully kreeg bij uitkomst een PG-rating van de MPAA.
De film haalde in Amerika $28 miljoen op, en wereldwijd 55 miljoen. Dit tegen een budget van 50 miljoen dollar. Daar studio’s maar de helft van de winst van een film krijgen, werd de film gezien als een mislukking. Andere computeranimatiefilms die rond dezelfde tijd uitkwamen, zoals Monster House en Barnyard: The Original Party Animals, waren beduidend succesvoller qua opbrengst. De film werd ook in 3D uitgebracht in het IMAX-theater. Deze versie was succesvoller.
De film kreeg 63% aan goede beoordelingen op Rotten Tomatoes.

## Prijzen en nominaties
In 2007 won “The Ant Bully” de Artios Award voor beste voice-over-casting voor een animatiefilm (Ruth Lambert). Datzelfde jaar werd de film genomineerd voor:
- De Annie Award voor beste muziek
- De Blimp Award voor favoriete stem in een animatiefilm (Julia Roberts)
- De Golden Reel Award voor beste geluidsmontage.